# II liga polska w futsalu (2005/2006)
II liga polska w futsalu 2005/2006 - piąta edycja drugiego poziomu rozgrywek klubowych polskiej ligi futsalu. W lidze wystąpiło 18 zespołów w dwóch grupach, które walczyły systemem "każdy z każdym" o awans do I ligi. Do najwyższej klasy rozgrywkowej awansowały dwa najlepsze zespoły. W walce o dodatkowe miejsca promujące awansem do I ligi rozegrano baraże, które zakończyły się porażką drużyn II-ligowych.
| Poziomy ligowe w futsalu w sezonie 2005/2006 | Poziomy ligowe w futsalu w sezonie 2005/2006 | Poziomy ligowe w futsalu w sezonie 2005/2006 | Poziomy ligowe w futsalu w sezonie 2005/2006 |
| Rozgrywki                                    | Poziomy ligowe                               | Liga                                         | Sezon                                        |
| -------------------------------------------- | -------------------------------------------- | -------------------------------------------- | -------------------------------------------- |
| Centralne                                    | I poziom                                     | I Liga                                       | Sezon 2005/2006 (1 grupa)                    |
| Centralne                                    | II poziom                                    | II Liga                                      | Sezon 2005/2006 (2 grupy)                    |
| Regionalne                                   | III poziom                                   | III liga                                     | Sezon 2005/2006 (4 grupy)                    |

## Tabele

### Grupa Północna
| Lp. | Drużyna                            | M  | Z  | R | P  | Bramki | Bramki | +/-  | Pkt. | Uwagi           |
| --- | ---------------------------------- | -- | -- | - | -- | ------ | ------ | ---- | ---- | --------------- |
| 1   | Hurtap Łęczyca (b)                 | 14 | 13 | 1 | 0  | 122    | 35     | +87  | 40   | Awans           |
| 2   | TPH Polkowice                      | 14 | 10 | 0 | 4  | 83     | 51     | +32  | 30   | Baraż           |
| 3   | AZS Vita-Sport UW Warszawa (b)     | 14 | 9  | 0 | 5  | 86     | 51     | +35  | 27   |                 |
| 4   | MKS Praszka (b)                    | 14 | 8  | 1 | 5  | 81     | 69     | +12  | 25   |                 |
| 5   | WLS Ultras Ząbki (b)               | 14 | 8  | 0 | 6  | 91     | 51     | +40  | 24   | Wyc. po sezonie |
| 6   | AZS AWF Wrocław (b)                | 14 | 3  | 1 | 10 | 53     | 102    | -49  | 10   | Wyc. po sezonie |
| 7   | Energy Ostrowiec Świętokrzyski (b) | 14 | 2  | 0 | 12 | 46     | 100    | -54  | 6    |                 |
| 8   | Polonia Szczecin (b)               | 14 | 1  | 1 | 12 | 37     | 140    | -103 | 4    |                 |

Źródło 

### Grupa Południowa
| Lp. | Drużyna                    | M  | Z  | R | P  | Bramki | Bramki | +/-  | Pkt. | Uwagi           |
| --- | -------------------------- | -- | -- | - | -- | ------ | ------ | ---- | ---- | --------------- |
| 1   | FKR Tychy                  | 18 | 13 | 3 | 2  | 89     | 52     | +37  | 42   | Awans           |
| 2   | UPOS System Knurów         | 18 | 13 | 3 | 2  | 133    | 75     | +58  | 42   | Baraż           |
| 3   | TPC Komputery Legnica      | 18 | 10 | 3 | 5  | 94     | 75     | +19  | 33   | Wyc. po sezonie |
| 4   | WSB Chorzów                | 18 | 9  | 3 | 6  | 79     | 65     | +14  | 30   |                 |
| 5   | Otmęt Krapkowice           | 18 | 8  | 3 | 7  | 104    | 94     | +10  | 27   | Wyc. po sezonie |
| 6   | Strzelec Gorzyczki         | 18 | 8  | 2 | 8  | 111    | 82     | +29  | 26   |                 |
| 7   | Rodakowski Tychy           | 18 | 7  | 4 | 7  | 97     | 99     | -2   | 25   |                 |
| 8   | Centrum Nowa Ruda          | 18 | 6  | 1 | 11 | 88     | 94     | -6   | 19   | Wyc. po sezonie |
| 9   | Futsal Pawłowice (b)       | 18 | 5  | 0 | 13 | 87     | 96     | -9   | 15   | Wyc. po sezonie |
| 10  | Dąbrovia 2003 Jaworzno (b) | 18 | 0  | 0 | 18 | 57     | 207    | -150 | 0    |                 |

- TPC Komputery Legnica i Centrum Nowa Ruda przeniesione z grupy północnej.

Źródło 

## Baraże o awans do ekstraklasy
- I para barażowa
  - 26 marca 2006, TPH Polkowice - Pogoń 04 Szczecin 6:3
  - 31 marca 2006, Pogoń 04 Szczecin - TPH Polkowice 13:3
- II para barażowa
  - 25 marca 2006, UPOS System Knurów - Grembach-Stalbor Łódź 4:3
  - 2 kwietnia 2006, Grembach-Stalbor Łódź - UPOS System Knurów 2:1

Źródło 

## Źródła
- Portal Łączy nas piłka PZPN
- Portal 90.minut.pl